# 長岡村 (三重県)
長岡村（ながおかむら）は三重県志摩郡にあった村。現在の鳥羽市の南東部にあたる。

## 地理
- 海洋：太平洋、的矢湾
- 山岳：浅間山、箱田山

## 歴史
- 1889年（明治22年）4月1日 - 町村制の施行により、相差村・国崎村・畔蛸村・千賀村・堅子村の区域をもって答志郡長岡村が発足。
- 1896年（明治29年）4月1日 - 郡の統合により所属郡が志摩郡に変更[1]。
- 1954年（昭和29年）11月1日 - 鳥羽町・加茂村・鏡浦村・桃取村・答志村・菅島村・神島村と合併して鳥羽市が発足。同日長岡村廃止。

## 地域
学校
- 長岡村立長岡中学校
- 長岡村立弘道小学校
- 長岡村立国崎小学校

神社
- 海士潜女神社